# Dear my dear
Albums de Chen
April, and a flower
(2019) Last Scene
(2022)
Singles
1. Shall we?
Sortie : 1er octobre 2019

Dear my dear (사랑하는 그대에게) est le second EP de l'artiste Chen, un des membres du boys band sud-coréano-chinois EXO, et est sorti le 1er octobre 2019 sous SM Entertainment et distribué par Dreamus Company Korea.

## Contexte et sortie
Le 29 août 2019, il a été annoncé officiellement que Chen se préparait à sortir un second mini-album solo début octobre. 
Le 11 septembre, deux premières images teaser sont mises en ligne par SM Entertainment, où le titre de son second mini-album est révélé et s'intitule Dear my dear. Il a également été révélé que cet opus contiendra six chansons comme son précédent mini-album. Du 22 au 29 septembre, des photos teasers sont postées régulièrement. Les 23 et 25 mars, des medleys des chansons figurant sur l'album ont été mises en ligne sur YouTube. Le 27 septembre, un premier teaser du clip est sorti, puis un second deux jours après. Enfin, le 1er octobre, l'album sort dans les bacs ainsi que le clip musical de "우리 어떻게 할까요 (Shall we?)", dont le titre est présenté comme single de l'EP.

## Promotion
Le jour de la sortie du mini-album, Chen a tenu un showcase au Yes24 Live Hall, l'événement a été animé par Sehun et retransmis en direct sur V Live. Il a interprété "우리 어떻게 할까요 (Shall we?)", a également partagé des anecdotes sur la production du mini-album. Le même jour, une heure avant la sortie officielle du mini-album, le chanteur a tenu un live intitulé "Dear FM my dear, it's CHEN", qui a été retransmis en direct sur V Live. 
Par la suite, le 6 octobre, il a commencé à interpréter le single principal dans les émissions musicales sud-coréennes. Le 4 octobre, le chanteur a organisé un fan event au Yes24 Live Hall à Séoul. Le 8 octobre, il a réitéré l'événement au Lotte World Tower Auditorium et puis le lendemain à Busan et à Daegu.

## Accueil

### Succès commercial
Au lendemain de sa sortie, il a été révélé que celui-ci avait pris la première place du Top Albums Charts de iTunes dans 36 pays différents depuis sa sortie.

## Liste des titres
| Dear my dear | Dear my dear                              | Dear my dear                                  | Dear my dear                                                         | Dear my dear | Dear my dear | Dear my dear | Dear my dear | Dear my dear | Dear my dear |
| No           | Titre                                     | Auteur                                        | Producteur(s)                                                        | Durée        |              |              |              |              |              |
| ------------ | ----------------------------------------- | --------------------------------------------- | -------------------------------------------------------------------- | ------------ | ------------ | ------------ | ------------ | ------------ | ------------ |
| 1.           | 우리 어떻게 할까요 (Shall we?)            | Kenzie                                        | Kenzie                                                               | 3:41         |              |              |              |              |              |
| 2.           | 그대에게 (My dear)                        | Chen, JeHwi                                   | JeHwi                                                                | 3:58         |              |              |              |              |              |
| 3.           | 고운 그대는 시들지 않으리 (Amaranth)      | Eun Jong-tae (CLEF), Cody J (CLEF), CLEF CREW | Eun Jong-tae (CLEF), Cody J (CLEF), Choi Cheon-gon (CLEF), CLEF CREW | 3:16         |              |              |              |              |              |
| 4.           | 널 안지 않을 수 있어야지 (Hold you tight) | VERA (CLEF), CLEF CREW                        | VERA (CLEF), CLEF CREW                                               | 3:14         |              |              |              |              |              |
| 5.           | 그댄 모르죠 (You never know)              | SNNNY (CLEF), CLEF CREW                       | SNNNY (CLEF), CLEF CREW                                              | 4:07         |              |              |              |              |              |
| 6.           | 잘 자요 (Good night)                      | Min Yeon-jae                                  | King's Choice, Kim Dong-hui, Benjamin 55                             | 3:39         |              |              |              |              |              |
| 21:56        |                                           |                                               |                                                                      |              |              |              |              |              |              |

## Classements

### Classements hebdomadaires
| Classements                        | Meilleure position |
| ---------------------------------- | ------------------ |
| South Korea (Gaon)                 | 1                  |
| French Download Albums (SNEP)      | 45                 |
| Japan Hot Albums (Billboard Japan) | 31                 |
| Japanese Albums (Oricon)           | 36                 |

### Classement annuel
| Classement         | Meilleure position |
| ------------------ | ------------------ |
| South Korea (Gaon) | 36                 |

## Ventes
| Pays               | Ventes  |
| ------------------ | ------- |
| South Korea (Gaon) | 169 570 |
| China (DL)         | 52 388  |
| Japan (Oricon)     | 1 902   |

## Prix et nominations

### Programmes de classements musicaux
| Chanson     | Programme                 | Date            |
| ----------- | ------------------------- | --------------- |
| "Shall we?" | Music Bank (KBS)          | 11 octobre 2019 |
| "Shall we?" | Show Champion (MBC Music) | 23 octobre 2019 |

## Historique de sortie
| Pays         | Date             | Format                   | Label                                   |
| ------------ | ---------------- | ------------------------ | --------------------------------------- |
| Corée du Sud | 1er octobre 2019 | CD, Téléchargement légal | SM Entertainment, Dreamus Company Korea |
| Monde entier | 1er octobre 2019 | Téléchargement légal     | SM Entertainment                        |